# Masclosfera
La masclosfera és una xarxa informal composta per blogs, fòrums i pàgines web que s'enfoquen en els assumptes relacionats amb els homes i la masculinitat. És vista per alguns com a l'equivalent o una reacció masculina al feminisme al qual la web masclosfera moltes vegades s'oposa.
El contingut dels articles pot variar. Alguns temes que tenen en comú la majoria de les pàgines són l'antifeminisme, els drets dels pares, el punt de vista dels incels, els moviments Men going their own way (MGTOW, o la vida sense la influència de dones), els drets dels homes en general, les víctimes d'abús masculines, els artistes de lligar i el millorament personal. Exemples per pàgines web importants són Chateau Heartiste, Return of Kings i SlutHate (anteriorment PUAHate).
Alguns d'aquests fòrums van sortir als mitjans de comunicació on van ser descrits com a misogins són associades a la dreta alternativa nord-americana.

## Contingut
El Washington Post descriu la masclosfera com «una xarxa vasta i diversa de blogs i fòrums». Segons The Guardian és «un grup d'homes – artistes de lligar, víctimes d'abús masculines i defensors dels drets del pare – que es troben en línia». Dintre de la masclosfera, hi ha una diferència notable en les composicions i interaccions entre fòrums i vlogs: mentre que als fòrums hi ha certa tendència a la igualtat d'edat respecte als usuaris, als vlogs els grans tenen un paper de mentors per als joves.
Reddit és una pàgina popular per als membres de la masclosfera. El subreddit Red Pill, que té més de 200.000 seguidors, n'és un exemple. Alguns experts descriuen la masclosfera com una espècie d'espai exclusiu per a homes. Molts membres de la masclosfera impulsen una espècie d'estratificació social, en el sentit que els homes amb poques possibilitats sociosexuals s'anomenen de vegades BAFC (below average frustrated chump, o sigui, «pringat frustrat per sota la mitjana») pels PUA, truecel pels incel o home omega, en general.

## Ideologia
El moviment sembla poc homofòbic, es caracteritza més per la misogínia extrema. L'editora Donna Zuckerberg assenyala que els continguts al subreddit Red Pill són una nova fase de misogínia al món digital: no només es poden notar, per part dels actors de la masclosfera, burles i humiliacions contra les dones; sinó que fins i tot creuen que avui dia són els homes que són oprimits i discriminats per les dones. SEgons Eva Wiseman del diari The Guardian tot i haver-hi diferències ideològiques entre les diverses parts de la masclosfera, l'antifeminisme és el factor compartit que uneix tothom. S'oposen a la circumcisió i parlen de doble moral a la nostra societat on la circumcisió, segons ells, no es considera tan dolenta com la mutilació genital femenina.
Segons Caitlin Dewey del Washington Post, la filosofia de la masclosfera es pot resumir en dos punts. Primer, el feminisme ha pres l'hegemonia cultural moderna, el qu aniria en contra de fets biològics; i segon, la millor manera de seduir dones (com a manera de salvar la societat en general) és adoptant característiques orientades exageradament en els estereotips masculins i obligant les dones a la dominació masculina.

## Vocabulari
El terme masclosfera, és un neologisme anglès format de man (home) i sphere (esfera). Un altre terme amb el mateix significat és androsphere (del grec antic per a home). Els usuaris de les comunitats associades s'anomenen de vegades manospherians. També s'empra red piller (redpiller) per descriure els que abans tenien idees «normals» o feministes i que s'han convertit al masculinisme. Es refereixen a les persones d'opinió contrària com a blue pillers. També apareixen els termes home alfa i home beta

## Exemples de pàgines

### Chateau Heartiste
Chateau Heartiste, un blog escrit per James C. Weidmann, era una de les primeres pàgines de la masclosfera, iniciat el 2007, en WordPress. Weidmann pretén que la llibertat econòmica de les dones, la barreja ètnica, la immigració i la taxa de naixement de la població blanca són factors que amenacen la civilització occidental. El blog va ser tret de la plataforma el maig de 2019.

### PUAHate
PUAHate era una pàgina web per a homes que se sentien enganyats per artistes de lligar (PUA) que els havien promès ensenyar a seduir dones atractives, a canvi de diners. PUAHate criticava els mètodes enganyosos de màrqueting que utilitzaven els PUA per guanyar diners. A més, es queixaven de la manca d'eficàcia de les tècniques de seducció proposades.
Segons usuaris, la pàgina es caracteritzava per un laissez-faire que tolerava el racisme i no posava límits a la misogínia. Hi havien fils que, per exemple, qüestionaven la utilitat de les dones lletges. Hi apareixien converses entre usuaris que es preguntaven sobre el nombre d'abusos sexuals.
El feminicida en sèrie Elliot Rodger era un membre actiu de PUAHate. Va escriure que arribarà el dia al qual els incels s'adonaran de la seva vertadera força i enderrocaran el sistema feminista opressor. Volia difondre la visió d'un món on les dones temen els homes. Segons Rodger PUAHate confirmava moltes de les seves hipòtesis sobre la maldat de les dones. Alguns membres de PUAHate es van posar al costat de Rodger i van argumentar que els assassinats eren la culpa de les dones que li van refusar el sexe.
PUAHate es categoritza pel Southern Poverty Law Center com a grup d'odi. El 24 de maig de 2014, PUAHate va ser tancat, malgrat això, dos dies després se'n va crear un successor, SlutHate, cap a on molts usuaris de PUAHate es van traslladar.

### Return of Kings
Return of Kings o RoK és un blog escrit per Daryush Valizadeh, conegut com a Roosh V. S'hi publicaven articles que criticaven el matrimoni homosexual. És difícil mesurar el nombre de seguidors, però se calcula que aquests es troben escampats arreu d'Amèrica del Nord i d'Europa occidental.
A diferència de PUAHate i altres fòrums semblants, a RoK no es critiquen les tècniques de seducció, sinó que es promouen. Els escriptors també s'oposen als moviments d'homes profeministes: argumenten que resulten en homes passius, dèbils i "feminitzats", que tindran com a destí ocupar els nivells més baixos de la jerarquia social. Aquesta comunitat també va ser descrita pel Southern Poverty Law Center com a grup d'odi de supremacia masculina.